# Ain’t Going Down
Ain’t Going Down ist ein Rocksong, der von Eric Clapton geschrieben und 1983 auf seinem Album Money and Cigarettes veröffentlicht wurde. Die Singleauskopplung erreichte Platz 32 der Mainstream-Rock-Charts.

## Musik
In den ersten Sekunden des Intros kommt nur Claptons Gitarrenspiel und Roger Hawkins’ Schlagzeugspiel zum Einsatz. Dann setzen die weiteren Bandmitglieder ein. Das Stück steht in der Originaltonart Cis-Moll. Claptons Akkordabfolge variiert zwischen Cis-Moll, H-Dur und A-Dur. Im Hintergrund spielt Clapton einige Gitarrensoli auf einer Fender Stratocaster.